# The Sisters (1938)
The Sisters is een film uit 1938 onder regie van Anatole Litvak. Beelden uit de stomme film Old San Francisco (1927) werden getoond in de film.

## Verhaal
Het verhaal speelt zich af in 1904. Een vrouw heeft een vriend die haar ten huwelijk wil vragen, wanneer ze ervandoor gaat met een ander. Hiermee laat ze ook haar twee zussen achter, die op het punt staan om te trouwen.

## Rolverdeling
- Errol Flynn - Frank Medlin
- Bette Davis - Louise Elliott Medlin
- Anita Louise - Helen Elliott Johnson
- Ian Hunter - William Benson
- Donald Crisp - Tim Hazelton
- Beulah Bondi - Rose Elliott
- Jane Bryan - Grace Elliott Knivel
- Alan Hale - Sam Johnson
- Rosella Towne - telefoniste